# Droga wojewódzka 155
Die Droga wojewódzka 155 (DW 155) ist eine fünf Kilometer lange Droga wojewódzka (Woiwodschaftsstraße) in der polnischen Woiwodschaft Lebus, die Pławin mit der Droga wojewódzka 156 verbindet. Die Straße liegt im Powiat Strzelecko-Drezdenecki.

## Straßenverlauf
Woiwodschaft Lebus, Powiat Strzelecko-Drezdenecki
-  Pławin (Breitenwerder)
-  Stare Kurowo (Altkarbe) (DW 156)